# Álvaro de Navia Osorio y Vigil
Álvaro de Navia Osorio y Vigil, marquis de Santa Cruz de Marcenado (1684-1732) est un général et diplomate espagnol.

## Biographie
Né à Santa Maria de Vega dans les Asturies, il soutient la cause de Philippe V en Espagne et en Sicile. Nommé ensuite ambassadeur à Turin, puis en France, il est envoyé en Afrique comme gouverneur de la ville d'Oran,  où il est tué dans une sortie par les Arabes en 1732. 

## Œuvres
- Réflexions militaires, Turin et Paris, 1726-1730, traduction française par Vergy en 1735. C'est un des premiers auteurs à se pencher sur le problème de la prévention des insurrections et des pratiques contre-insurrectionnelles.